# جایزه بزرگ ایالات متحده ۲۰۲۱
جایزه بزرگ ایالات متحده ۲۰۲۱ (که به‌طور رسمی با نام فرمول ۱ آرامکو یونایتد استیتس گراند پری ۲۰۲۱ شناخته می‌شود) یک مسابقه اتومبیل‌رانی فرمول یک است که در تاریخ ۲۴ اکتبر ۲۰۲۱ در پیست امریکاس در شهر آستین ایالت تگزاس، در کشور ایالات متحده آمریکا برگزار می‌شود. این مسابقه هفدهمین دور از مسابقات جهانی فرمول یک ۲۰۲۱ و پنجاهمین دوره مسابقات جایزه بزرگ ایالات متحده، چهل و دومین بار که این مسابقه به عنوان یک رویداد قهرمانی جهان از فصل ۱۹۵۰ انجام می‌گیرد و نهمین بار که مسابقات قهرمانی جهان در پیست امریکاس در آستین، تگزاس برگزار می‌شود.

## زمینه

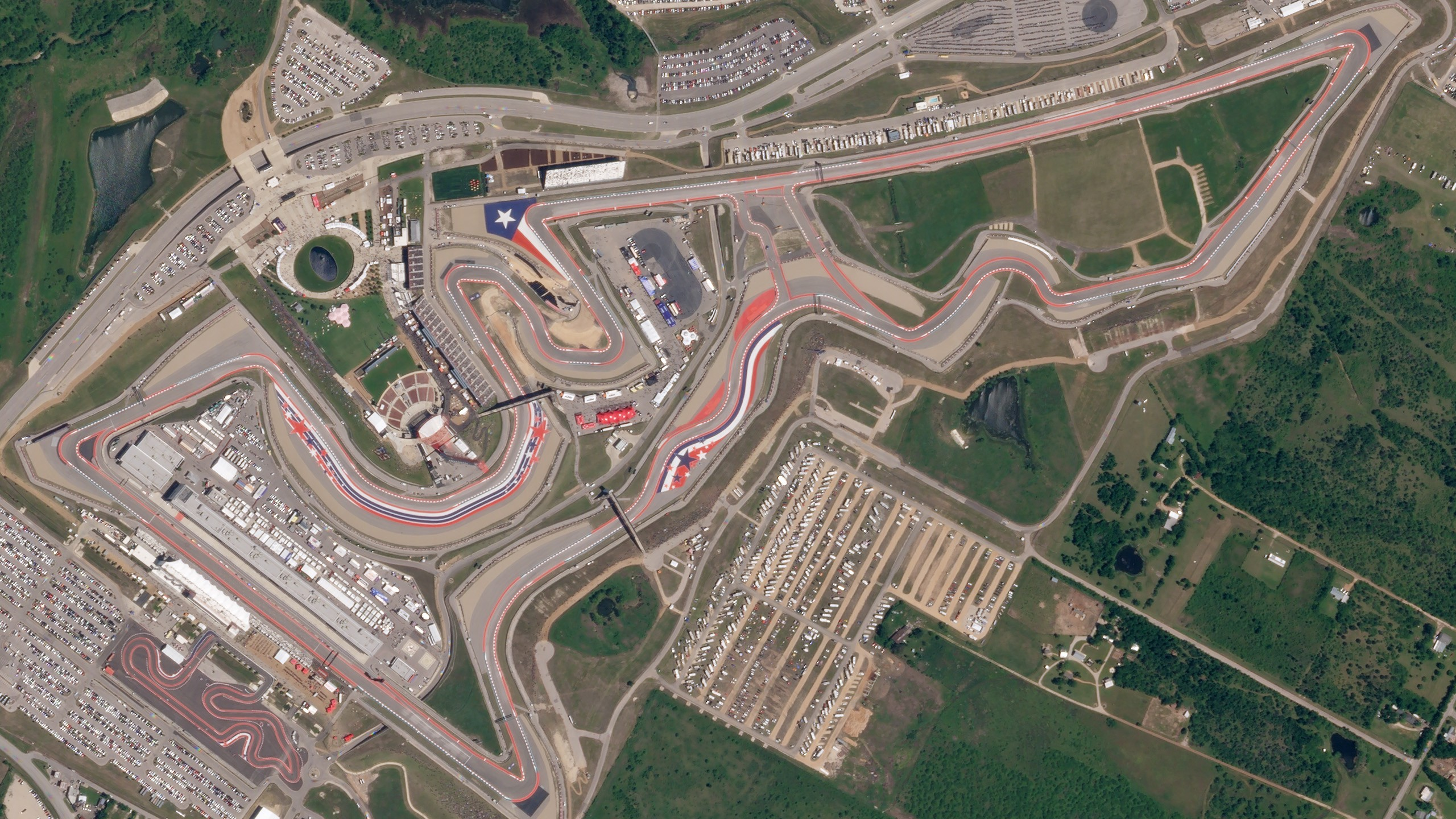
نمای هوایی پیست امریکاس.

این مسابقه پس از لغو در سال ۲۰۲۰ به دلیل دنیاگیری کووید-۱۹ بازگشت. در طول آخر هفته احتمال بارندگی وجود دارد. ۲۰٪ برای روز تعیین خط و ۴۰٪ برای روز مسابقه.
این رویداد، که قرار است در آخر هفته از ۲۲ تا ۲۴ اکتبر در پیست امریکاس برگزار شود، دو هفته پس از جایزه بزرگ ترکیه و دو هفته قبل از جایزه بزرگ مکزیکوسیتی برگزار می‌شود. این جایزه بزرگ، مسابقه خانگی تیم فرمول یک هاس است.

### جدول رده‌بندی قهرمانی قبل از مسابقه
ماکس فرستاپن پس از کسب مقام دوم در جایزه بزرگ ترکیه، با ۶ امتیاز، از لوئیس همیلتون پیشتاز جدول قهرمانی رانندگان است. فرستاپن با ۲۶۲٫۵ و همیلتون با ۲۵۶٫۵. پس از آنها، والتری بوتاس با ۱۷۷ امتیاز در رده سوم قرار دارد. لاندو نوریس با ۱۴۵ امتیاز در رده چهارم است و سرجیو پرز با ۱۰ امتیاز نسبت به نوریس در رده پنجم قرار دارد.
در جدول سازندگان، مرسدس با ۳۶ امتیاز اختلاف نسبت به ردبول ریسینگ پیشتاز است. مک‌لارن ۲۴۰ امتیاز سوم و فراری ۷٫۵ امتیاز کمتر در رده چهارم قرار دارد و آلپاین با ۱۰۴ امتیاز در رده پنجم قرار دارد.

### شرکت کنندگان
رانندگان و تیم‌ها همان لیست ورود به فصل خواهند بود و هیچ راننده دیگری برای مسابقه حضور ندارد.
حامی اصلی فراری، میشن وینو (Mission Winnow)، پس از درج نامش بر ماشین فراری در مسابقات بحرین، امیلیا رومانیا، پرتغال، اسپانیا، موناکو، آذربایجان و روسیه در این مسابقه باز خواهد گشت. از جایزه بزرگ فرانسه تا ایتالیا و مسابقه قبلی در ترکیه به دلایل قانونی استفاده از نام میشن وینو امکان‌پذیر نبود.

### انتخاب تایر
تأمین کننده تایر مسابقات، پیرلی ترکیبات سی۲ هارد، سی۳ مدیوم و سی۴ سافت را برای استفاده در مسابقه اختصاص داده‌است.

## تمرین
اولین جلسه تمرین ساعت ۱۱:۳۰ به وقت محلی (UTC-05)، روز جمعه ۲۲ اکتبر آغاز شد. والتری بوتاس سریع‌ترین زمان را ثبت کرد و هم‌تیمی‌اش لوئیس همیلتون به همراه ماکس فرستاپن دوم و سوم شدند.
دومین جلسه تمرین در ساعت ۱۵:۰۰ به وقت محلی در همان روز برگزار شد، و سریع‌ترین زمان توسط سرجیو پرز ثبت شد. پس از او لاندو نوریس از مک‌لارن و لوئیس همیلتون در رده‌های دوم و سوم تمرین را به پایان رساندند.
سومین جلسه تمرین قرار است شنبه ۲۳ اکتبر ۲۰۲۱ ساعت ۱۳:۰۰ به وقت محلی آغاز شود.

## تعیین خط
تعیین خط ساعت ۱۶:۰۰ به وقت محلی (UTC-05)، در تاریخ ۲۳ اکتبر ۲۰۲۱ شروع شد. سطح دما حدود ۳۷ درجه سانتی‌گراد (۹۹ درجه فارنهایت) بود. ردبول ریسینگ پس از پیدا شدن ترک در یکی از بال‌ها قبل از حضور در تعیین خط، بال‌های عقب خودروهای خود را تغییر داد. فرستاپن پول پوزیشن را کسب کرد. همیلتون دوم شد با یک پنجم ثانیه کندتر از فرستاپن. پرز در رده سوم قرار گرفت و بوتاس با یک پنالتی پنج رده‌ای در رده چهارم قرار گرفت.

### رده‌بندی تعیین خط
| جایگاه              | راننده            | شماره | تیم                | زمان‌ها   | زمان‌ها    | زمان‌ها   |
| جایگاه              | راننده            | شماره | تیم                | Q1       | Q2        | Q3       |
| ------------------- | ----------------- | ----- | ------------------ | -------- | --------- | -------- |
| ۱                   | ماکس فرستاپن      | ۳۳    | ردبول ریسینگ-هوندا | ۱:۳۴٫۳۵۲ | ۱:۳۳٫۴۶۴  | ۱:۳۲٫۹۱۰ |
| ۲                   | لوییس همیلتون     | ۴۴    | مرسدس              | ۱:۳۴٫۵۷۹ | ۱:۳۳٫۷۹۷  | ۱:۳۳٫۱۱۹ |
| ۳                   | سرجیو پرز         | ۱۱    | ردبول ریسینگ-هوندا | ۱:۳۴٫۳۶۹ | ۱:۳۴٫۱۷۸  | ۱:۳۳٫۱۳۴ |
| ۴۱                  | والتری بوتاس      | ۷۷    | مرسدس              | ۱:۳۴٫۵۹۰ | ۱:۳۳٫۹۵۹  | ۱:۳۳٫۴۷۵ |
| ۵                   | شارل لکلرک        | ۱۶    | فراری              | ۱:۳۴٫۱۵۳ | ۱:۳۳٫۹۲۸  | ۱:۳۳٫۶۰۶ |
| ۶                   | کارلوس ساینز      | ۵۵    | فراری              | ۱:۳۴٫۵۵۸ | ۱:۳۴٫۱۲۶  | ۱:۳۳٫۷۹۲ |
| ۷                   | دنیل ریکیاردو     | ۳     | مک‌لارن-مرسدس       | ۱:۳۴٫۴۰۷ | ۱:۳۴٫۶۴۳  | ۱:۳۳٫۸۰۸ |
| ۸                   | لاندو نوریس       | ۴     | مک‌لارن-مرسدس       | ۱:۳۴٫۵۵۱ | ۱:۳۳٫۸۸۰  | ۱:۳۳٫۸۸۷ |
| ۹                   | پیر گسلی          | ۱۰    | آلفاتاوری-هوندا    | ۱:۳۴٫۵۶۷ | ۱:۳۴٫۵۸۳  | ۱:۳۴٫۱۱۸ |
| ۱۰                  | یوکی سونودا       | ۲۲    | آلفاتاوری-هوندا    | ۱:۳۵٫۳۶۰ | ۱:۳۵٫۱۳۷  | ۱:۳۴٫۹۱۸ |
| ۱۱                  | استابان اوکون     | ۳۱    | آلپاین-رنو         | ۱:۳۵٫۷۴۷ | ۱:۳۵٫۳۷۷  | —        |
| ۱۲۲                 | سباستین فتل       | ۵     | استون مارتین-مرسدس | ۱:۳۵٫۲۸۱ | ۱:۳۵٫۵۰۰  | —        |
| ۱۳                  | آنتونیو جوویناتزی | ۹۹    | آلفارومئو-فراری    | ۱:۳۵٫۹۲۰ | ۱:۳۵٫۷۹۴  | —        |
| ۱۴۳                 | فرناندو آلونسو    | ۱۴    | آلپاین-رنو         | ۱:۳۵٫۷۵۶ | ۱:۴۴٫۵۴۹  | —        |
| ۱۵۴                 | جورج راسل         | ۶۳    | ویلیامز-مرسدس      | ۱:۳۵٫۷۴۶ | بدون زمان | —        |
| ۱۶                  | لانس استرول       | ۱۸    | استون مارتین-مرسدس | ۱:۳۵٫۹۸۳ | —         | —        |
| ۱۷                  | نیکلاس لطیفی      | ۶     | ویلیامز-مرسدس      | ۱:۳۵٫۹۹۵ | —         | —        |
| ۱۸                  | کیمی رایکونن      | ۷     | آلفارومئو-فراری    | ۱:۳۶٫۳۱۱ | —         | —        |
| ۱۹                  | میک شوماخر        | ۴۷    | هاس-فراری          | ۱:۳۶٫۴۹۹ | —         | —        |
| ۲۰                  | نیکیتا مازپین     | ۹     | هاس-فراری          | ۱:۳۶٫۷۹۶ | —         | —        |
| زمان ۱۰۷٪: ۱:۴۰٫۷۴۳ |                   |       |                    |          |           |          |
| منابع:              |                   |       |                    |          |           |          |

## مسابقه
این مسابقه ساعت ۱۴:۰۰ به وقت محلی (UTC-05)، در تاریخ ۲۴ اکتبر ۲۰۲۱ آغاز شد.
| جایگاه                                                  | شماره | راننده            | سازنده             | دور | زمان        | امتیاز |
| ------------------------------------------------------- | ----- | ----------------- | ------------------ | --- | ----------- | ------ |
| ۱                                                       | ۳۳    | ماکس فرستاپن      | ردبول ریسینگ-هوندا | ۵۶  | ۱:۳۴:۳۶٫۵۵۲ | ۲۵     |
| ۲                                                       | ۴۴    | لوییس همیلتون     | مرسدس              | ۵۶  | ۱٫۳۳۳+      | ۱۹۱    |
| ۳                                                       | ۱۱    | سرجیو پرز         | ردبول ریسینگ-هوندا | ۵۶  | ۴۲٫۲۲۳+     | ۱۵     |
| ۴                                                       | ۱۶    | شارل لکلرک        | فراری              | ۵۶  | ۵۲٫۲۴۶+     | ۱۲     |
| ۵                                                       | ۳     | دنیل ریکیاردو     | مک‌لارن-مرسدس       | ۵۶  | ۱:۱۶٫۸۵۴    | ۱۰     |
| ۶                                                       | ۷۷    | والتری بوتاس      | مرسدس              | ۵۶  | ۱:۲۰٫۱۲۰    | ۸      |
| ۷                                                       | ۵۵    | کارلوس ساینز      | فراری              | ۵۶  | ۱:۲۳٫۵۴۵    | ۶      |
| ۸                                                       | ۴     | لاندو نوریس       | مک‌لارن-مرسدس       | ۵۶  | ۱:۲۴٫۳۹۵    | ۴      |
| ۹                                                       | ۲۲    | یوکی سونودا       | آلفاتاوری-هوندا    | ۵۵  | +۱ دور      | ۲      |
| ۱۰                                                      | ۵     | سباستین فتل       | استون مارتین-مرسدس | ۵۵  | +۱ دور      | ۱      |
| ۱۱                                                      | ۹۹    | آنتونیو جوویناتزی | آلفارومئو-فراری    | ۵۵  | +۱ دور      |        |
| ۱۲                                                      | ۱۸    | لانس استرول       | استون مارتین-مرسدس | ۵۵  | +۱ دور      |        |
| ۱۳                                                      | ۷     | کیمی رایکونن      | آلفارومئو-فراری    | ۵۵  | +۱ دور      |        |
| ۱۴                                                      | ۶۳    | جورج راسل         | ویلیامز-مرسدس      | ۵۵  | +۱ دور      |        |
| ۱۵                                                      | ۶     | نیکلاس لطیفی      | ویلیامز-مرسدس      | ۵۵  | +۱ دور      |        |
| ۱۶                                                      | ۴۷    | میک شوماخر        | هاس-فراری          | ۵۴  | +۲ دور      |        |
| ۱۷                                                      | ۹     | نیکیتا مازپین     | هاس-فراری          | ۵۴  | +۲ دور      |        |
| ب.                                                      | ۱۴    | فرناندو آلونسو    | آلپاین-رنو         | ۴۹  | بال عقب     |        |
| ب.                                                      | ۳۱    | استابان اوکون     | آلپاین-رنو         | ۴۰  | مکانیکی     |        |
| ب.                                                      | ۱۰    | پیر گسلی          | آلفاتاوری-هوندا    | ۱۴  | تعلیق       |        |
| سریع‌ترین دور: لوییس همیلتون (مرسدس) - ۱:۳۸٫۴۸۵ (دور ۴۱) |       |                   |                    |     |             |        |
| منابع:                                                  |       |                   |                    |     |             |        |

## رده‌بندی قهرمانی پس از مسابقه
جدول رده‌بندی قهرمانی رانندگان
| ت. ج      | جایگاه | راننده        | امتیازات |
| --------- | ------ | ------------- | -------- |
| Unchanged | ۱      | ماکس فرستاپن  | ۲۸۷٫۵    |
| Unchanged | ۲      | لوئیس همیلتون | ۲۷۵٫۵    |
| Unchanged | ۳      | والتری بوتاس  | ۱۸۵      |
| ۱         | ۴      | سرجیو پرز     | ۱۵۰      |
| ۱         | ۵      | لاندو نوریس   | ۱۴۹      |
| منبع:     |        |               |          |

جدول رده‌بندی قهرمانی سازندگان
| ت. ج      | جایگاه | سازنده             | امتیازات |
| --------- | ------ | ------------------ | -------- |
| Unchanged | ۱      | مرسدس              | ۴۶۰٫۵    |
| Unchanged | ۲      | ردبول ریسینگ-هوندا | ۴۳۷٫۵    |
| Unchanged | ۳      | مک‌لارن-مرسدس       | ۲۵۴      |
| Unchanged | ۴      | فراری              | ۲۵۰٫۵    |
| Unchanged | ۵      | آلپاین-رنو         | ۱۰۴      |
| منبع:     |        |                    |          |

- یادداشت: فقط پنج رده برتر برای هر دو مجموعه رده‌بندی قرار داده شده است.